# Costa del Azahar

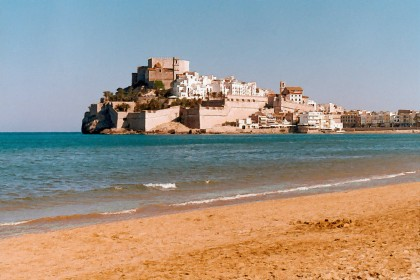
Peñíscola.

La Costa del Azahar est le nom touristique donné à la côte espagnole sur la Méditerranée, située dans la province de Castellón ; elle est constituée par quelque 120 km de plages et criques. Le nom azahar est un mot espagnol d'origine arabe qui signifie fleur d'oranger.
Le climat méditerranéen y est doux toute l'année. Tous ces facteurs favorisent le développement du tourisme.
Les localités très visitées de la Costa del Azahar sont Vinaròs, Benicarló, Peñíscola, Alcalà de Xivert, Oropesa del Mar, Torreblanca, Benicàssim ou Castellón de la Plana.